# Flachslanden (Adelsgeschlecht)

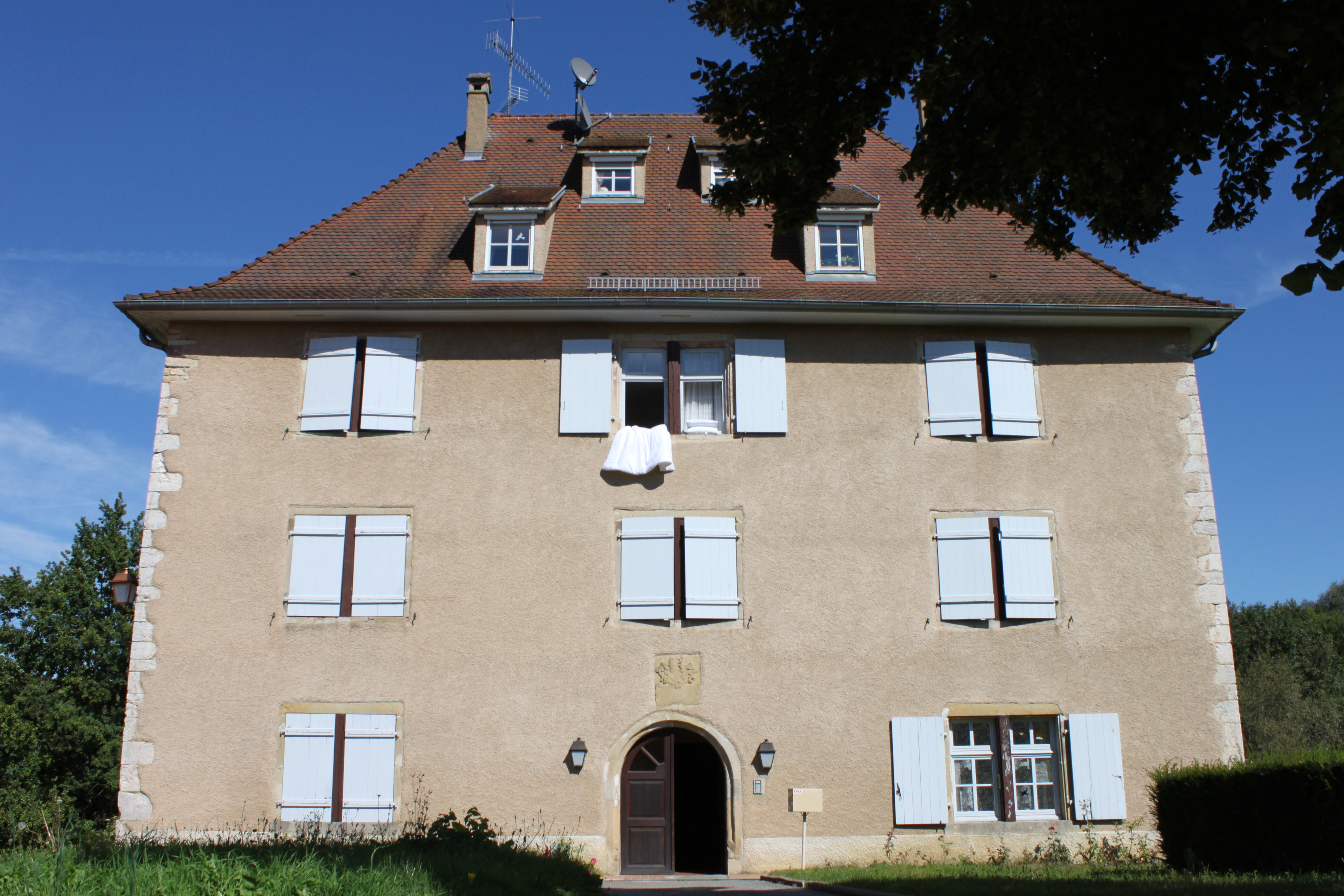
Herrensitz derer von Flachslanden in Flaxlanden

Die Herren von Flachslanden (in Frankreich auch de Flaxlanden) waren ein altes oberelsässisches Adelsgeschlecht mit Stammsitz im heute französischen Ort Flaxlanden, das erstmals 1185 genannt wurde und 1839 ausstarb.

## Geschichte
Das älteste bekannte Mitglied der Familie ist der 1185 genannte Ulricus de Vlaslande. Das gleichnamige Stammhaus der Flachslanden (heute Flaxlanden) befindet sich südlich von Mülhausen. Als Ministerialen der Grafen von Pfirt erhielten sie das Dorf Dürmenach bei Pfirt zu Lehen. Unter den 1386 in der Schlacht bei Sempach gefallenen Adligen befand sich auch ein Werner von Flachslanden (siehe Liste der gefallenen Adeligen auf Habsburger Seite in der Schlacht bei Sempach/F). Ein Johann von Flachslanden war Hofmeister des Basler Fürstbischofs Hartmann Münch von Münchenstein und regierte wegen dessen Krankheit das Fürstbistum Basel weitgehend in dessen Auftrag. Hans von Flachslanden (1412–1476) war Bürgermeister von Basel und Landvogt von Rötteln. Er spielte eine Rolle als Diplomat. 1559 war Johann Werner von Flachslanden Bürgermeister von Breisach am Rhein. Im 17. Jahrhundert siedelte sich ein Zweig der Familie in Schlesien an. Cléophée von Flachslanden wurde 1708 und Madeleine von Flachslanden 1771 als Äbtissin der Abtei Andlau und damit Reichsfürstin genannt. Johann Baptist von Flachslanden war Politiker und Malteser-Ordensritter. Andere Angehörige der Familie standen im Dienst des Deutschen Ordens und der Fürstabtei Murbach. Das Geschlecht erlosch 1839 im männlichen Stamm.

## Wappen

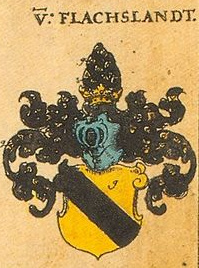
Wappen der Herren von Flachslanden

In Gold ein schwarzer Schrägrechtsbalken. Auf dem gekrönten Helm ein mit grünen Lindenblättern bestreuter schwarzer Federbusch.